# Salvador Manzur Díaz
Salvador Manzur Díaz (Veracruz, Veracruz, 5 de abril de 1976) es un político mexicano del Partido Revolucionario Institucional. De 2009 a 2010 fungió como diputado de la LXI Legislatura del Congreso mexicano que representa Veracruz.
En el año 2010, fue elegido alcalde de Boca del Río para el período 2011 a 2013. En el año 2013 renunció al puesto para tomar posesión de la Secretaría de Finanzas y Planeación.